# Paul Aichele
Paul Aichele fue un escultor alemán, nacido el 1859 en Markdorf y fallecido el 1910 

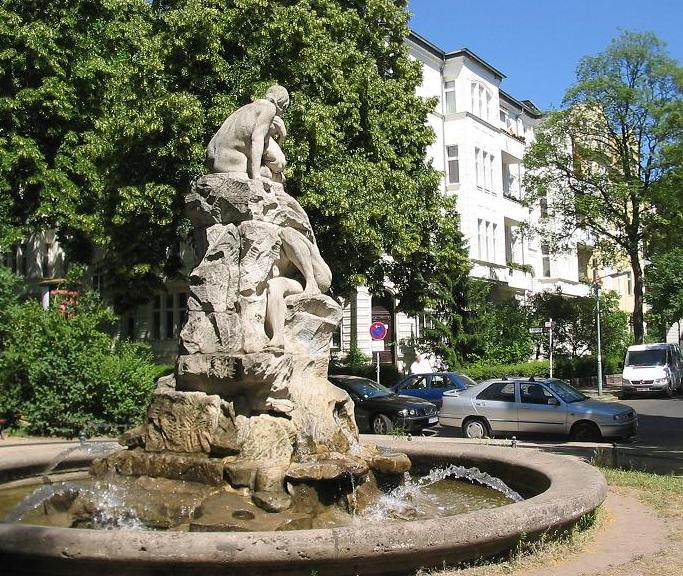
Fuente de las inundaciones

## Datos biográficos
Paul Aichele asistió entre 1875 a 1877, y luego hasta 1880 al establecimiento educativo del Museo de Artes en Berlín. Asistió a la Escuela de Artes Aplicadas de Stuttgart (en alemán: Kunstgewerbeschule Stuttgart) y a continuación en 1880, ingresó en el establecimiento educativo del Museo de Artes en Berlín (en alemán: Kunstgewerbemuseums Berlin.). Aichele residió desde entonces en Berlín. Acerca de su vida poco se sabe.

## Obras
La obra más importante de Aichele es la estatua Sintflutbrunnen Fuente de las inundaciones, obra que hasta 1931 estuvo en la Hamburger Platz del distrito berlinés de Friedenau y que en 1932 fue trasladada en el mismo distrito a la Maybachplatz (desde 1961 Perelsplatz): un hombre desnudo sujeta en sus brazos a su esposa que yace desmayada, y en lo más alto una mujer protege a su hijo en el último lugar seguro frente a las inundaciones.

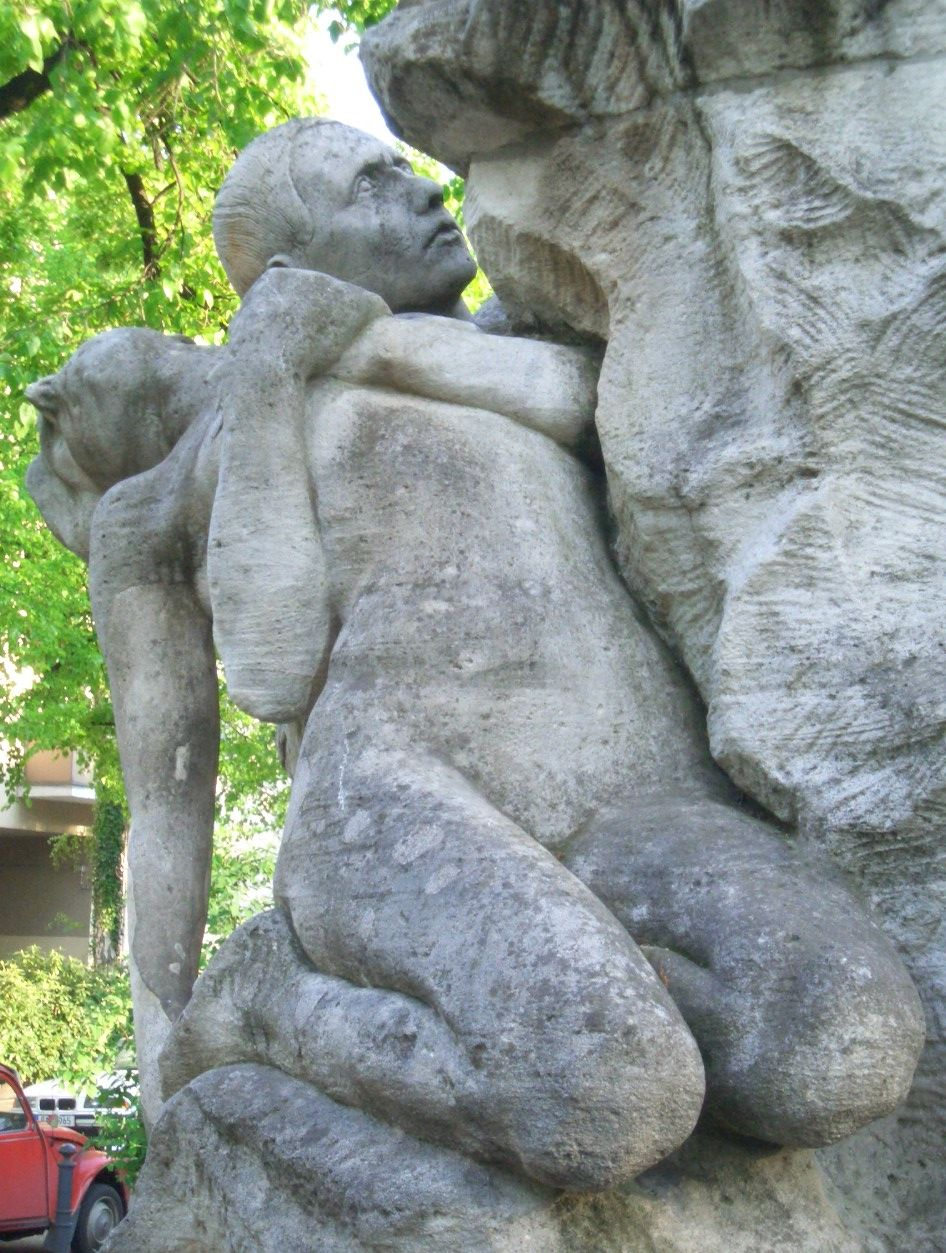
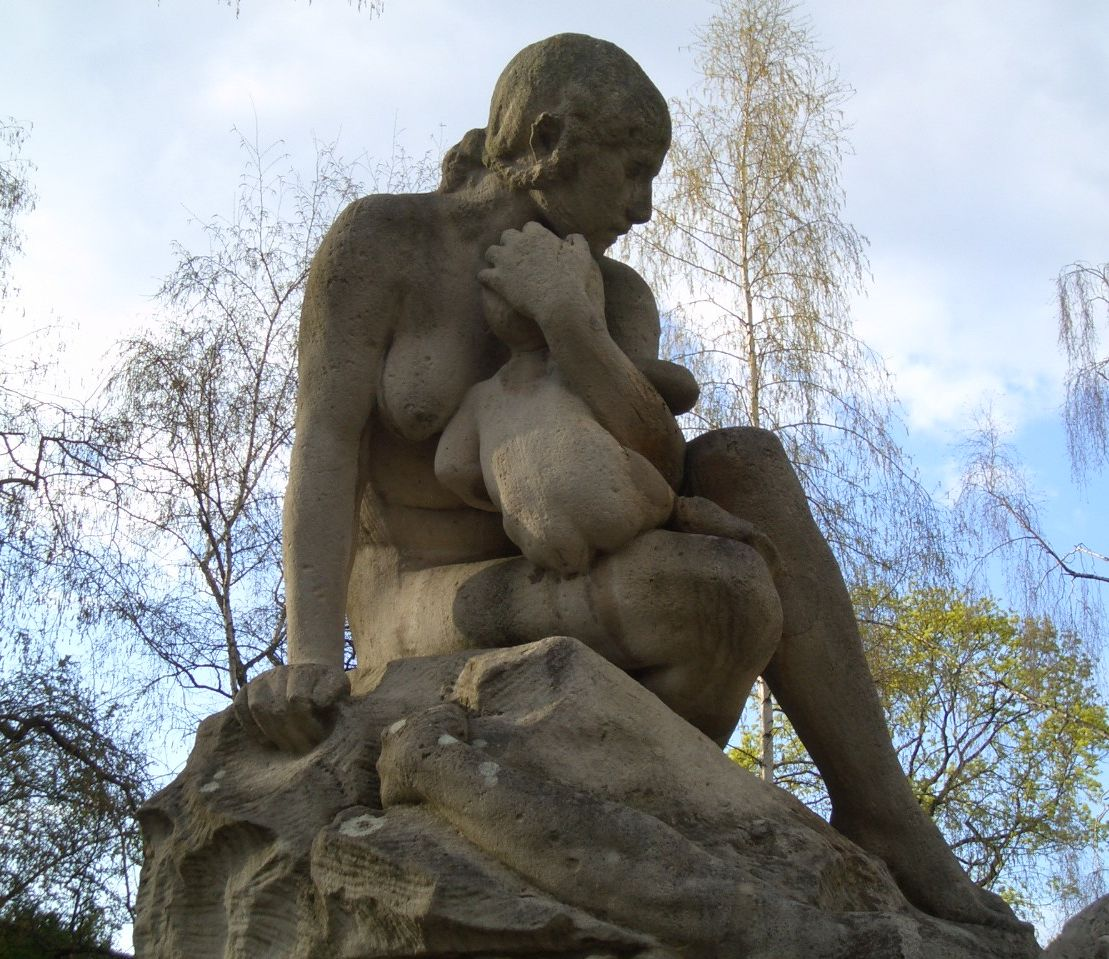
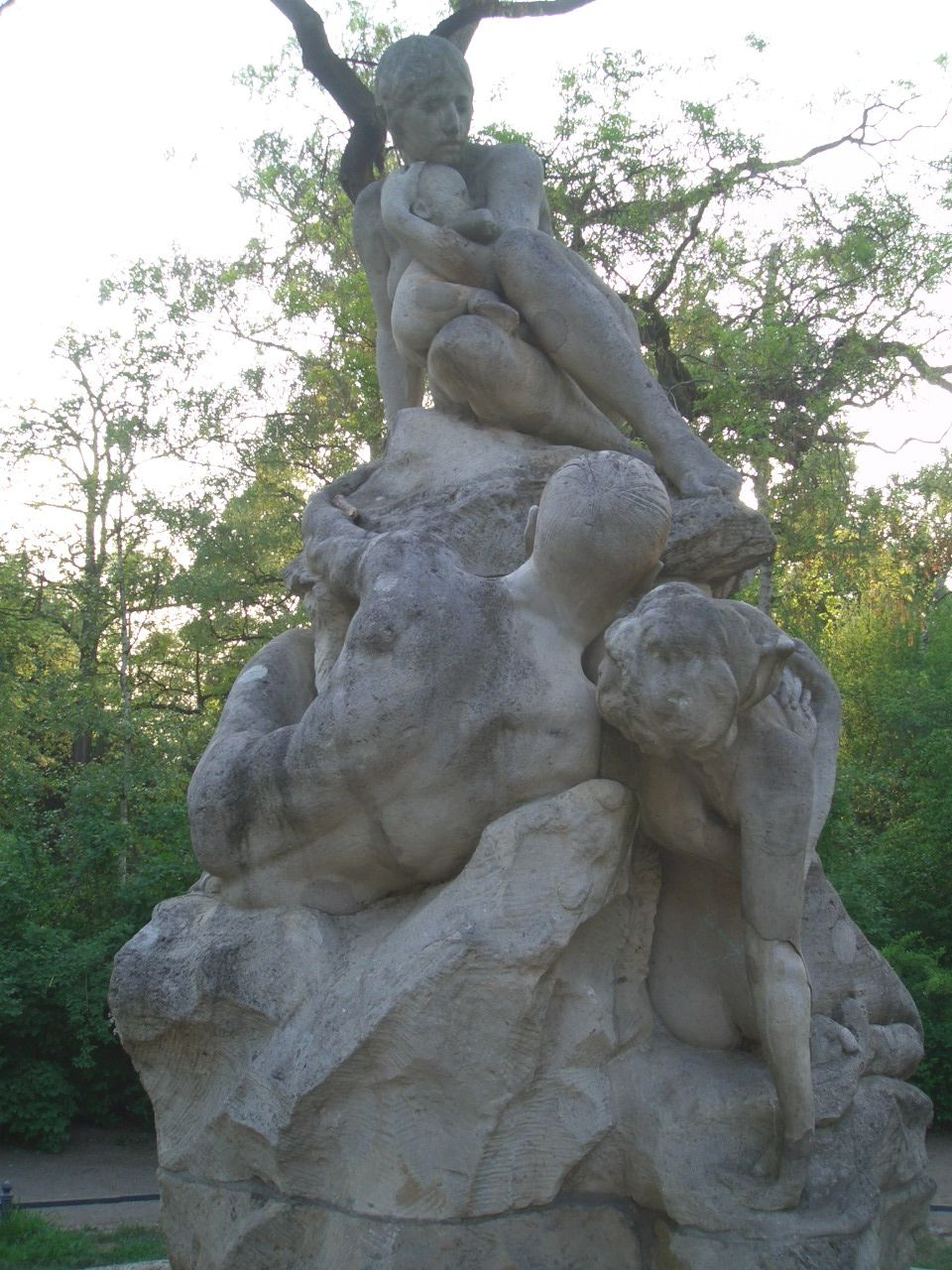

## Selección de obras
- 1891 La Ninfa - Nymphe

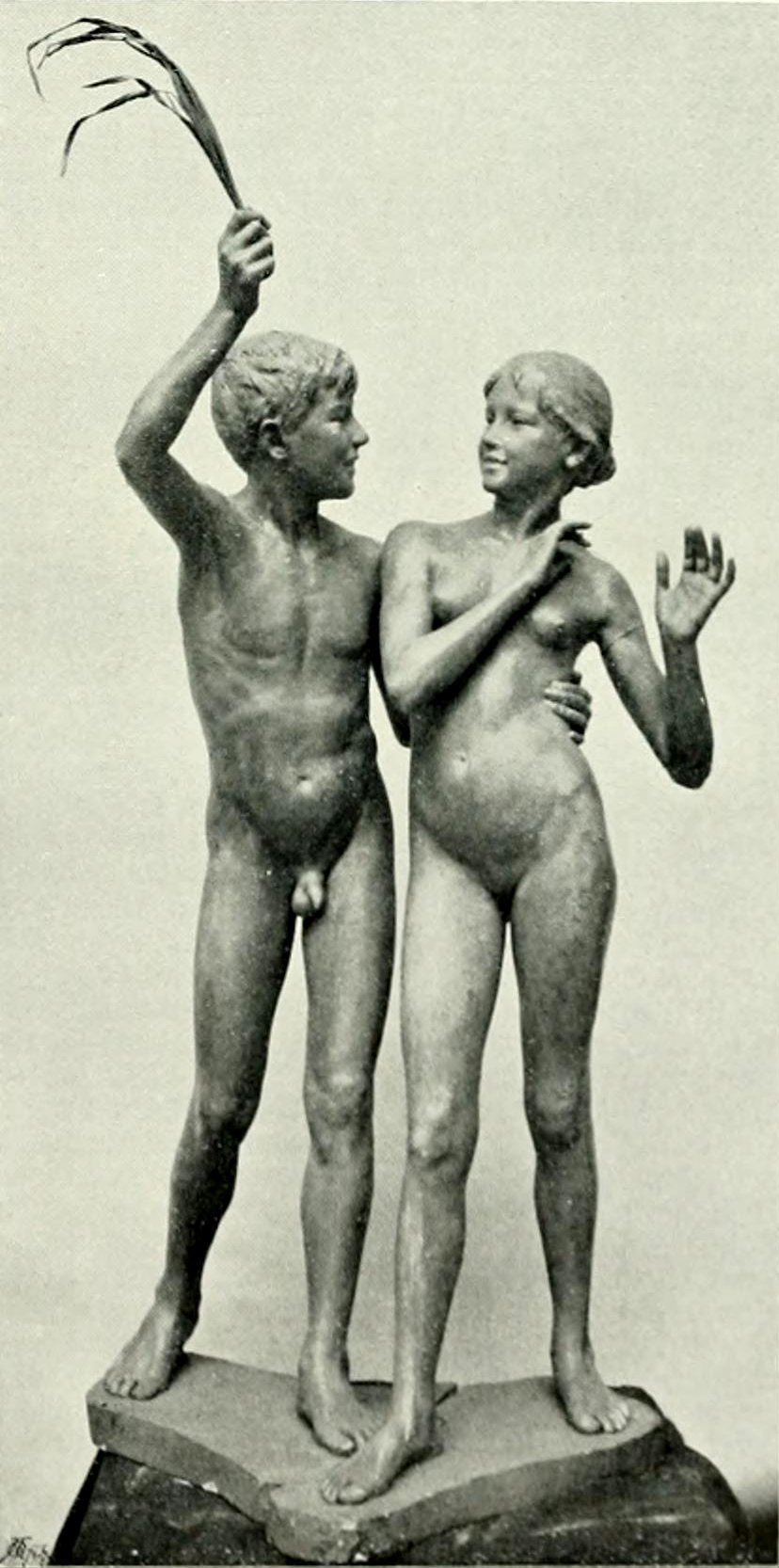
Chanzas infantiles - Kindliche Neckerei 1899

- 1892 Esclavos oprimidos -Gefesselte Sklavin
- 1895 Fuente de las inundaciones - Sintflutbrunnen en el distrito de Friedenau, Berlín (ver en alemán: Perelsplatz )
- hacia 1895 La bañista - La Baigneuse
- 1898 Bailarín flamenco - Flamenco-Tänzer
- 1899 Chanzas infantiles - Kindliche Neckerei
- 1900 Arpista - Harfenspielerin
- 1900 Verdad - Wahrheit
- 1900 Segador - Schnitterin
- 1900 Galería Señora Anna - Lady Anna Galeria
- 1900 Señora Faustina - Lady Faustina
- 1902 Víctimas - Opfer
- 1904 Timidez - Verschämt
- 1904 Sirenas - Sirenen
- 1904 la devoción - In Andacht
- 1904 de caza - Jagdbeute
- 1906 Madre y niño - Mutter und Kind
- 1906 Huérfanos - Verwaist
- 1909 Chica con caracol - Mädchen mit Schnecke
- 1910 El paraíso perdido - Das verlorene Paradies
- 1910 Vendedor - Verkäufer

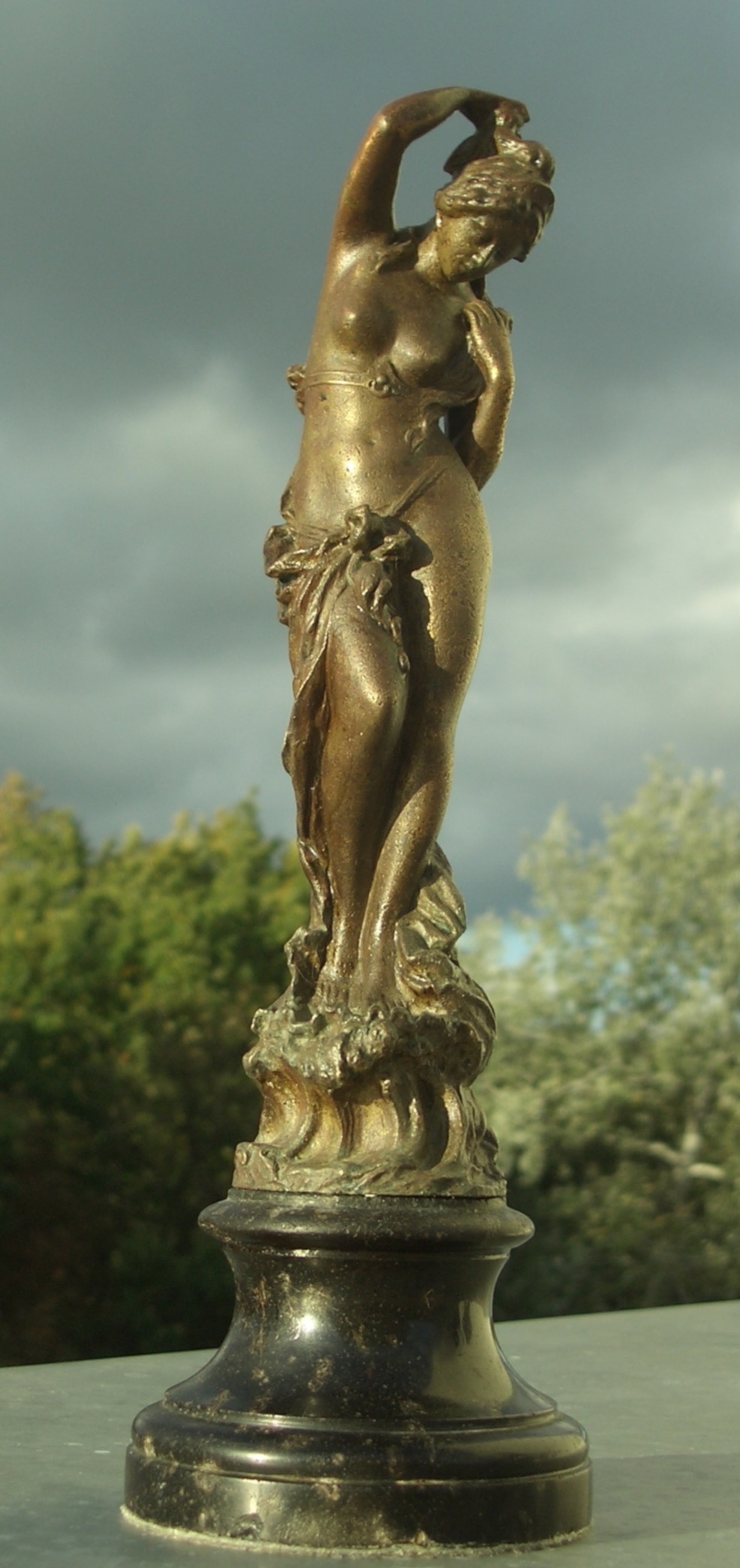
Ninfa 1891
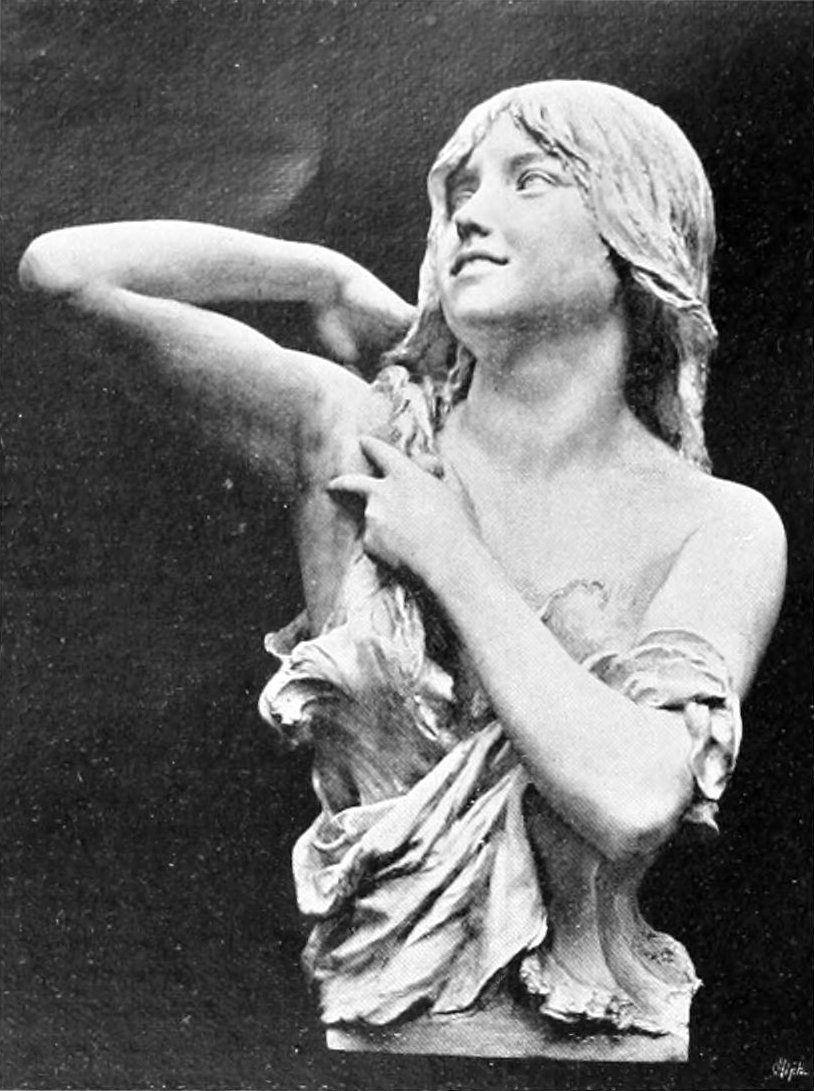
Ninfa
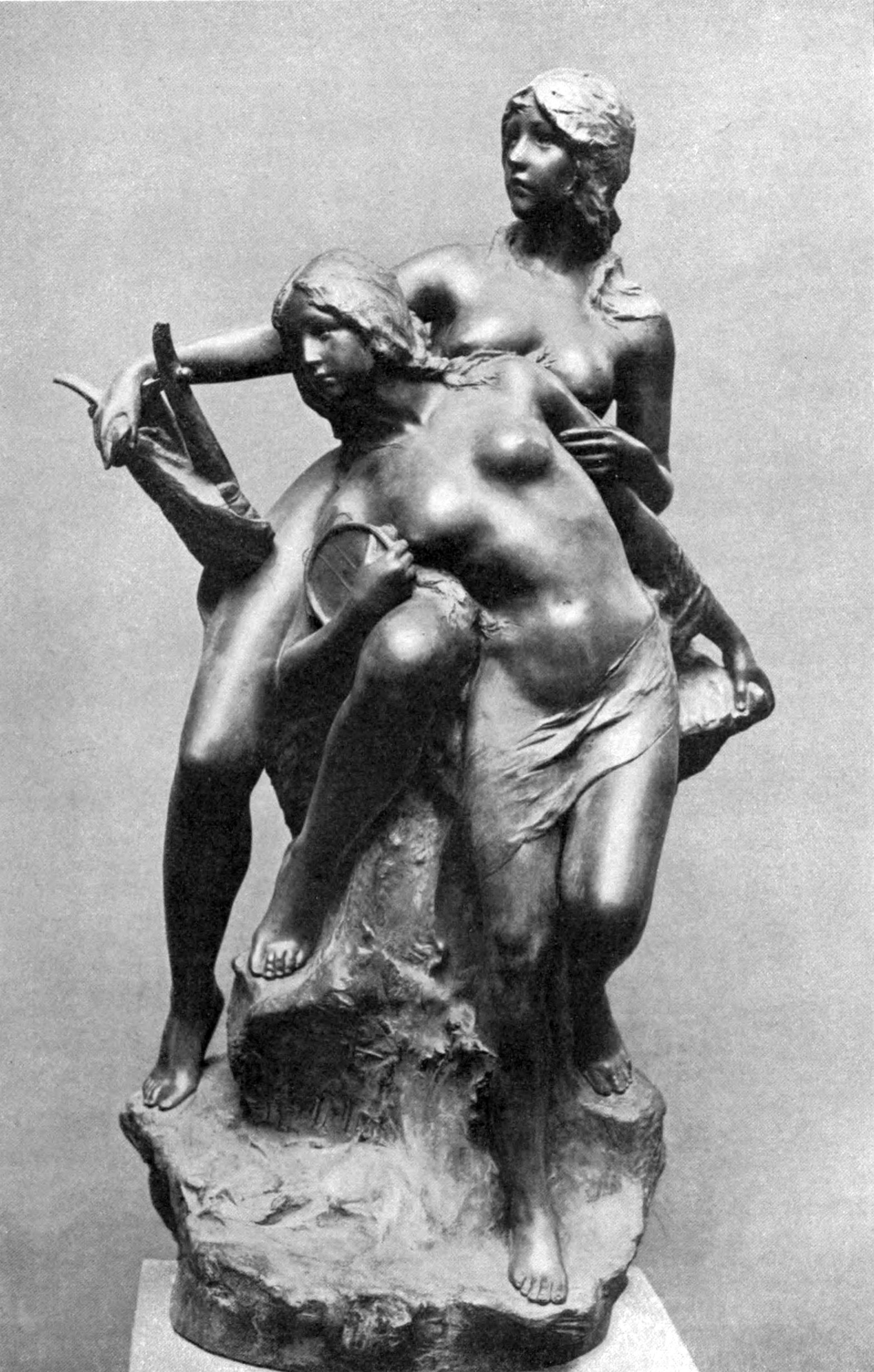
Sirenas - Sirenen 1904

Pulsar sobre la imagen para ampliar 